# Kumarevo (miasto Leskovac)
Kumarevo (cyr. Кумарево) – wieś w Serbii, w okręgu jablanickim, w mieście Leskovac. W 2011 roku liczyła 799 mieszkańców.